# Lista de guitarristas que usam Les Paul
Esta lista reúne guitarristas que  usam uma Gibson Les Paul:
- John Norum (Europe)
- James Hetfield (Metallica)[1]
- Eddie Van Halen (Van Halen)
- Barry Gibb e Maurice Gibb (The Bee Gees)[2]
- Slash (Guns N' Roses, Velvet Revolver)[3][4]
- George Harrison (The Beatles)[5]
- Brian Jones (Rolling Stones)[6]
- Mick Ronson (David Bowie)
- Buckethead (ex-Guns N' Roses)
- Daniel Johns (Silverchair)[7]
- Brian Baker (Bad Religion)[8][9]
- Troy Thompson (Bride)[9]
- Tom Kaulitz (Tokio Hotel)[10]
- Jimmy Page (Led Zeppelin) [5][9]
- Joe Perry (Aerosmith)[11]
- Jimi Hendrix[12]
- Les Paul[3]
- Ace Frehley (Kiss)[13]
- Alex Lifeson (Rush)[13]
- Tommy Thayer (Kiss)[14]
- Michael Weikath (Helloween)[15]
- John Sykes (Whitesnake)
- Mark Knopfler (Dire Straits)[16]
- Richie Sambora (ex-Bon Jovi)[17]
- Billie Joe Armstrong (Green Day)[18]
- Zakk Wylde (Ozzy Osbourne, Black Label Society e Pride & Glory)[13][18]
- Justin Hawkins (The Darkness)[19]
- Gary Moore (ex-Thin Lizzy)[20]
- Randy Rhoads (Ozzy Osbourne, Quiet Riot)[21]
- Noel Gallagher (Oasis)[5]
- Scott Gorham (Thin Lizzy)
- Eric Clapton
- Jason Truby (ex-P.O.D.)[22]
- Robert Fripp (King Crimson)[23][24]
- Buckethead (ex Guns N' Roses) [18]
- The Edge (U2)[25]
- Pete Townshend (The Who)[5][18]
- Paul Banks (Interpol)[26]
- Samuel Rosa (Skank)[18]
- Miyavi  (Miyavi)[27]
- Roger Hodgson (ex-Supertramp)[28]
- Kevin Jonas (Jonas Brothers)[29]
- Tom Fletcher (McFLY)[30]
- Tak Matsumoto B'z, Tak Matsumoto Group[31]
- Tom Morello (Rage Against The Machine)[17]
- Adrian Smith (Iron Maiden)[18]
- Kim (Catedral)[32]
- Tom Delonge (Blink-182)[33]
- Steve Howe (Asia)[34]
- Rafael Bittencourt (Angra)[35]
- Paul McCartney [3][5]
- DJ Ashba (ex-Guns N' Roses)
- Phil X (Bon Jovi)
- John Shanks (Bon Jovi)
- Ozielzinho
- Matt Heafy (Trivium)
- Les Paul